# Список округів штату Род-Айленд
Американський штат Род-Айленд поділяється на 5 округів.
| Код FIPS | Назва     | Англійська назва  | Населення (осіб) | Площа (км²) |
| -------- | --------- | ----------------- | ---------------- | ----------- |
| 44001    | Бристоль  | Bristol County    | 50 648           | 117         |
| 44009    | Вашингтон | Washington County | 123 546          | 1458        |
| 44003    | Кент      | Kent County       | 167 090          | 490         |
| 44005    | Ньюпорт   | Newport County    | 85 433           | 811         |
| 44007    | Провіденс | Providence County | 621 602          | 1129        |